# Jacqueline Auriol
Pour les articles homonymes, voir Auriol.
Jacqueline Auriol, née Jacqueline Douet le 5 novembre 1917 à Challans (Vendée) et morte le 11 février 2000 dans le 4e arrondissement de Paris, est une aviatrice française. 
Elle est la deuxième femme pilote d'essai en France, après Adrienne Bolland.

## Biographie
Jacqueline Marie-Thérèse Suzanne Douet est la fille d'Edmond Douet, importateur de bois, négociant, et de Suzanne Chevy.
Après des études secondaires au lycée Blanche-de-Castille de Nantes, elle se sent attirée par l'art et l'histoire de l'art et s'inscrit à l'École du Louvre. Elle prend son baptême de l'air à Grenoble à seize ans, sans conviction.
En février 1938, elle épouse Paul Auriol (1918-1992), fils de Vincent Auriol, élu président de la IVe République en 1947. En 1947, elle s'occupe de la décoration de certaines pièces du palais de l'Élysée après l'élection de son beau-père. Ancien diplômé de l'École libre des sciences politiques, cadre dans l'électricité, Paul Auriol travaille auprès de son père pendant son mandat présidentiel comme secrétaire général adjoint de la présidence de la République (1947-1954). Il continue sa carrière comme contrôleur général à EDF et à partir de 1962 secrétaire général du comité national français de la Conférence mondiale de l'énergie.

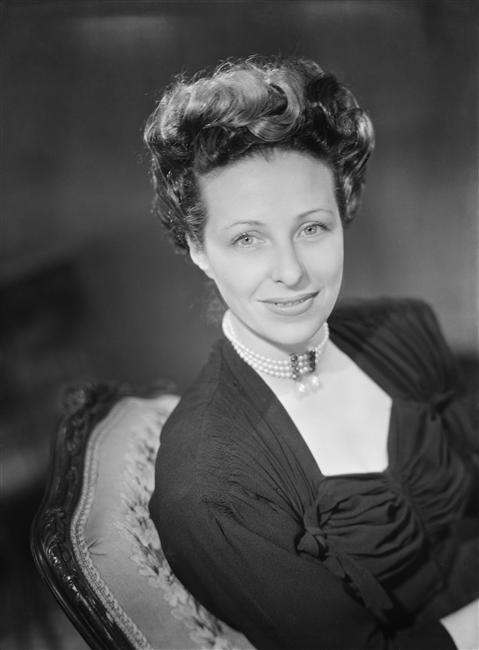
Jacqueline Auriol en 1947 (photo studio Harcourt).

Jacqueline Auriol apprend à piloter sur un biplan Stampe et obtient ses brevets, premier et second degrés, en 1948. L'aviation devient alors une passion et elle passe à la voltige aérienne pour se perfectionner.
Le 11 juillet 1949, elle est victime d'un accident sur la Seine entre Meulan-en-Yvelines et Les Mureaux, alors qu'elle est copilote d'un prototype d'hydravion, un SCAN 30, construit par la Société de construction aéronavale. Lors de ce vol d'essai, l'appareil vole trop bas, et sa coque touche l'eau brutalement. L'amphibie bascule, happé par l'eau, puis se retourne en ne laissant pas le temps à Paul Mingam, le pilote du SCAN, de réagir. Des trois passagers présents à bord (outre Mingam se trouve aussi le PDG de SCAN, M. Guédon), Jacqueline Auriol est la plus grièvement blessée : elle a plusieurs fractures du crâne et est défigurée. Elle subit en deux ans une vingtaine d'interventions chirurgicales effectuées aux États-Unis. Avec beaucoup d'obstination, elle se remet à piloter, passera ses brevets militaires, de vol à voile et d'hélicoptère.
Le 21 décembre 1952, elle bat un record de vitesse féminin sur avion à réaction Mistral à la moyenne de 855,92 km/h. L’Américaine Jacqueline Cochran lui reprend ce record le 18 mai 1953 à 1 050 km/h.
Le 15 août 1953, Jacqueline Auriol est la première Européenne à franchir le mur du son, à bord d'un Mystère II.
Le 20 avril 1954, elle entre à l'École du personnel navigant d'essais et de réception (EPNER) et en sort le 18 novembre 1955, brevetée pilote d'essai. Elle intègre ensuite le très fermé Centre d'essais en vol de Brétigny-sur-Orge.
Jacqueline Cochran, alors vice-présidente de la Fédération aéronautique internationale (FAI), fait tout pour conserver son titre de « femme la plus rapide du monde », et annonce en mai 1955 que les records féminins seraient abolis le 1er juin de la même année. Mais Jacqueline Auriol, très déterminée, reprend le record de vitesse avec 1 151 km/h sur Dassault Mystère IV le 31 mai 1955, contraignant sa concurrente à revenir sur sa décision.
Le 7 avril 1961, aux commandes du T-38A-30-NO Talon (serial number 60-0551) l'Américaine porte le record à 1 262 km/h.
Le 22 juin 1962, Jacqueline Auriol porte le record (féminin) du 100 km en circuit fermé à 1 849 km/h sur Mirage III C puis le 14 juin 1963 à 2 038 km/h sur Mirage III R. La société Dassault lui demande ensuite de réaliser des records sur l'avion d'affaires Mystère 20.
Une ultime fois, le 1er juin 1964, l'Américaine portera ce record encore plus haut avec 2 097 km/h sur F-104G.
Jacqueline Auriol préside l'association des amis de Maryse Bastié jusqu'à son décès.
Elle a reçu quatre fois le Harmon Trophy, l'une des plus prestigieuses récompenses aéronautiques, en 1951, 1952, 1955 et 1956, a été lauréate du prix Roland Peugeot de l'Académie des sports du plus bel exploit mécanique français de l'année en 1963, déjà lauréate du prix Henri-Deutsch de la Meurthe de l'Académie des sports en 1951, récompensant un fait sportif pouvant entraîner un « progrès matériel, scientifique ou moral pour l’humanité. »
En 1966, Jacqueline Auriol bat un nouveau record entre la France et la Côte d'Ivoire. Une grande réception lui est réservée par le président Félix Houphouët-Boigny.
Elle est membre fondatrice de l'Académie de l'Air et de l'Espace en 1983.

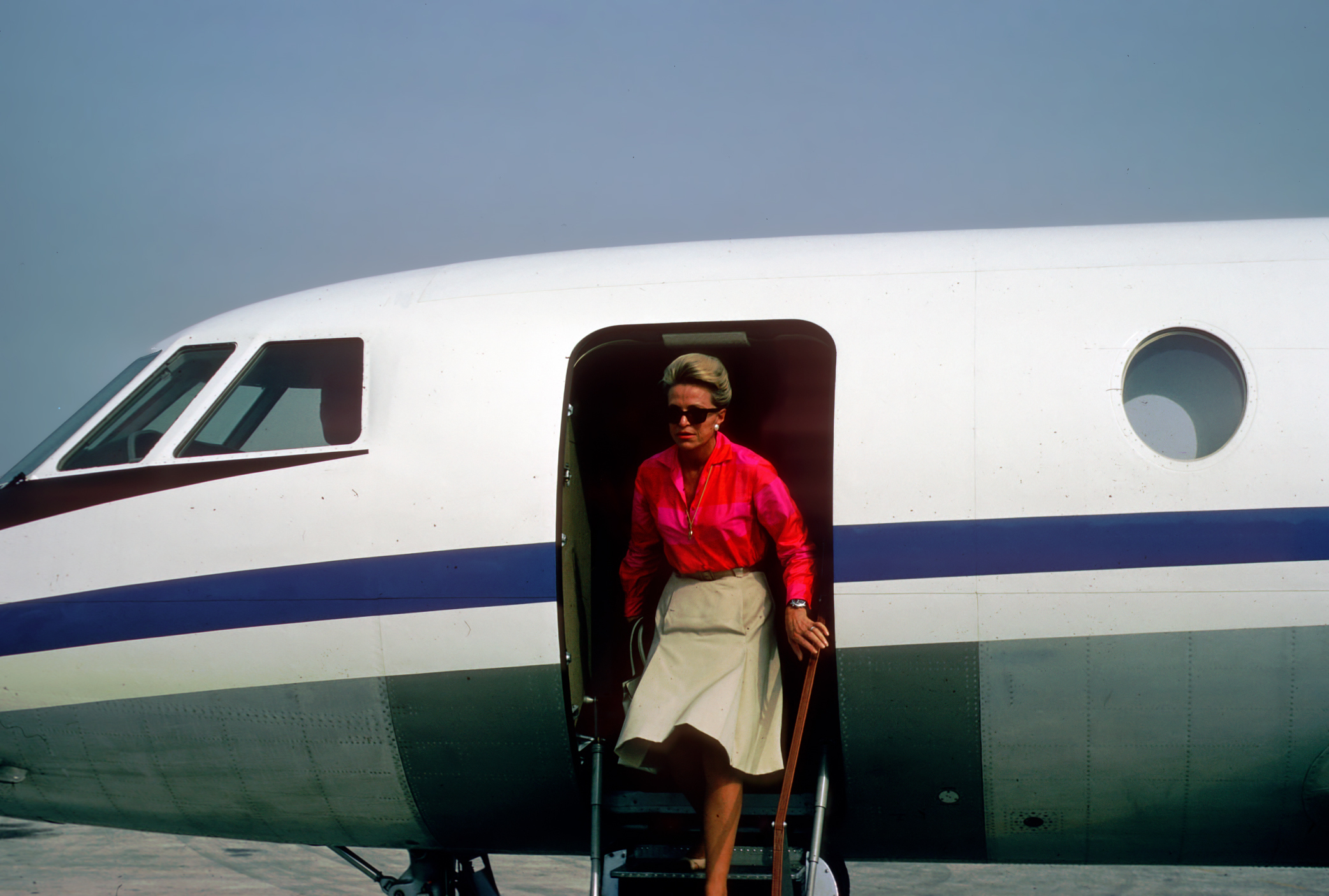
Arrivée de Jacqueline Auriol à Abidjan.
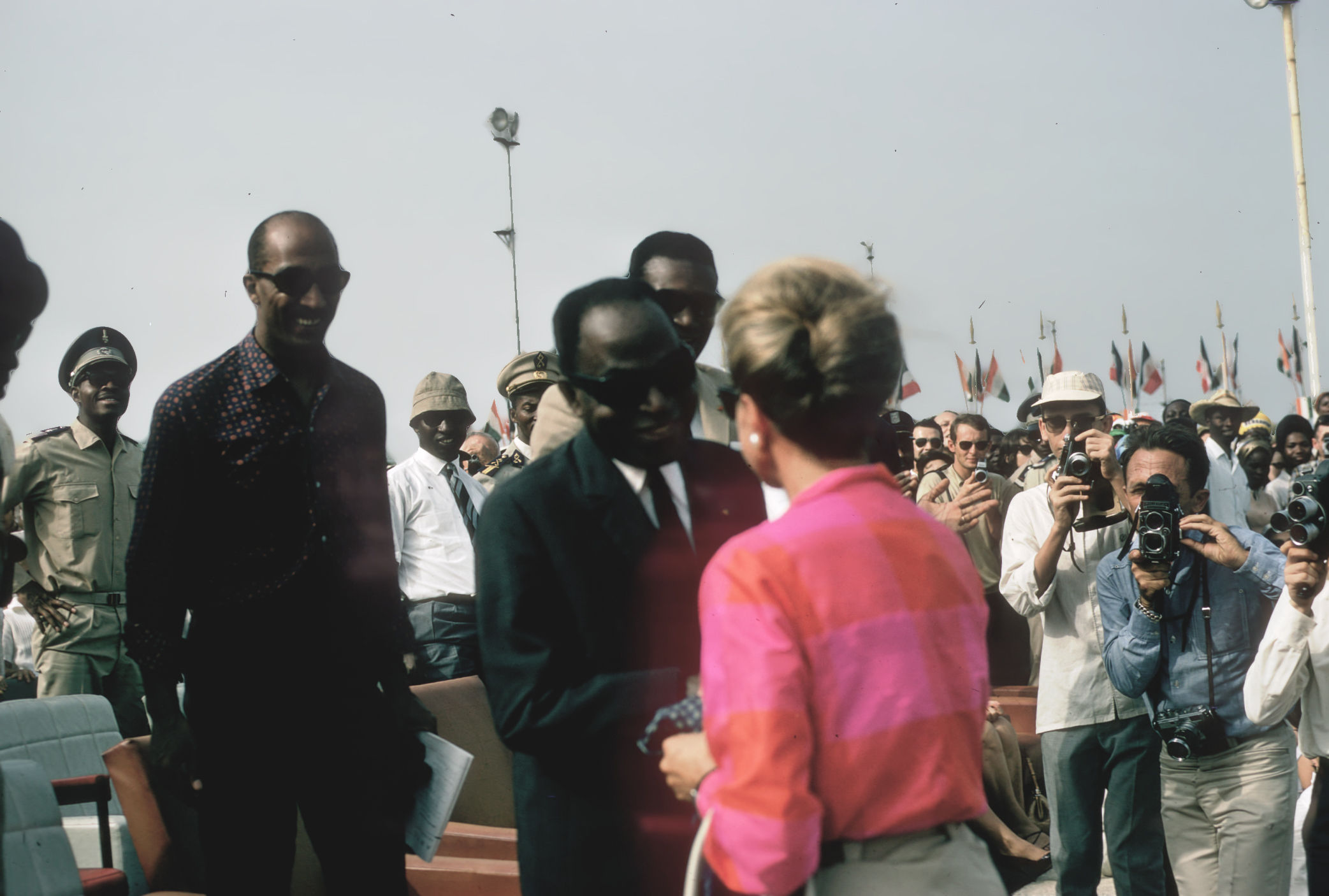
Réception par le président Houphouët-Boigny.
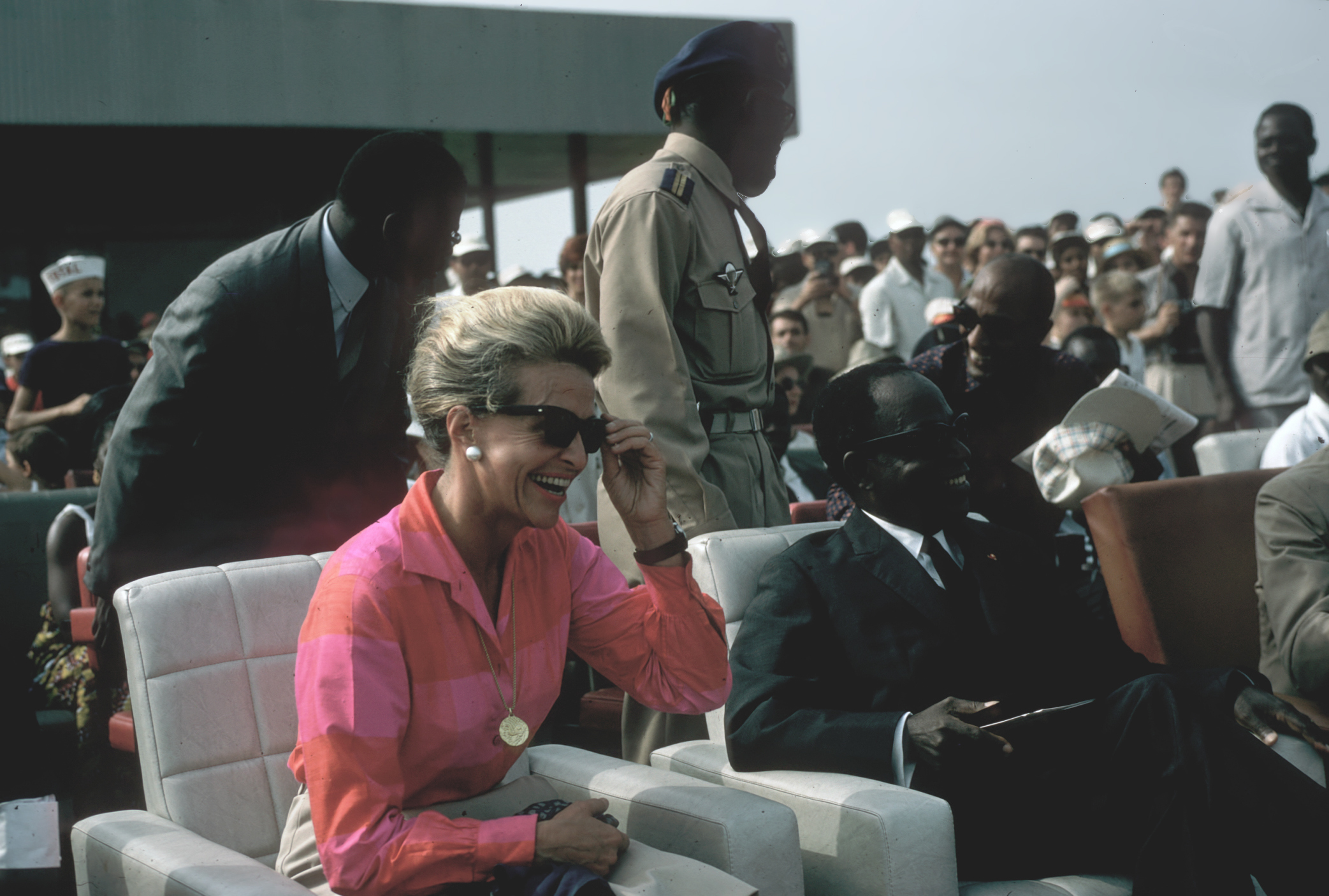
Félix Houphouët-Boigny et Jacqueline Auriol.

Jacqueline Auriol a vécu de nombreuses années à Saint-Herblain, commune de la Loire-Atlantique. Elle est inhumée au cimetière de Muret dans le même caveau que son beau-père et son mari.

## Hommages

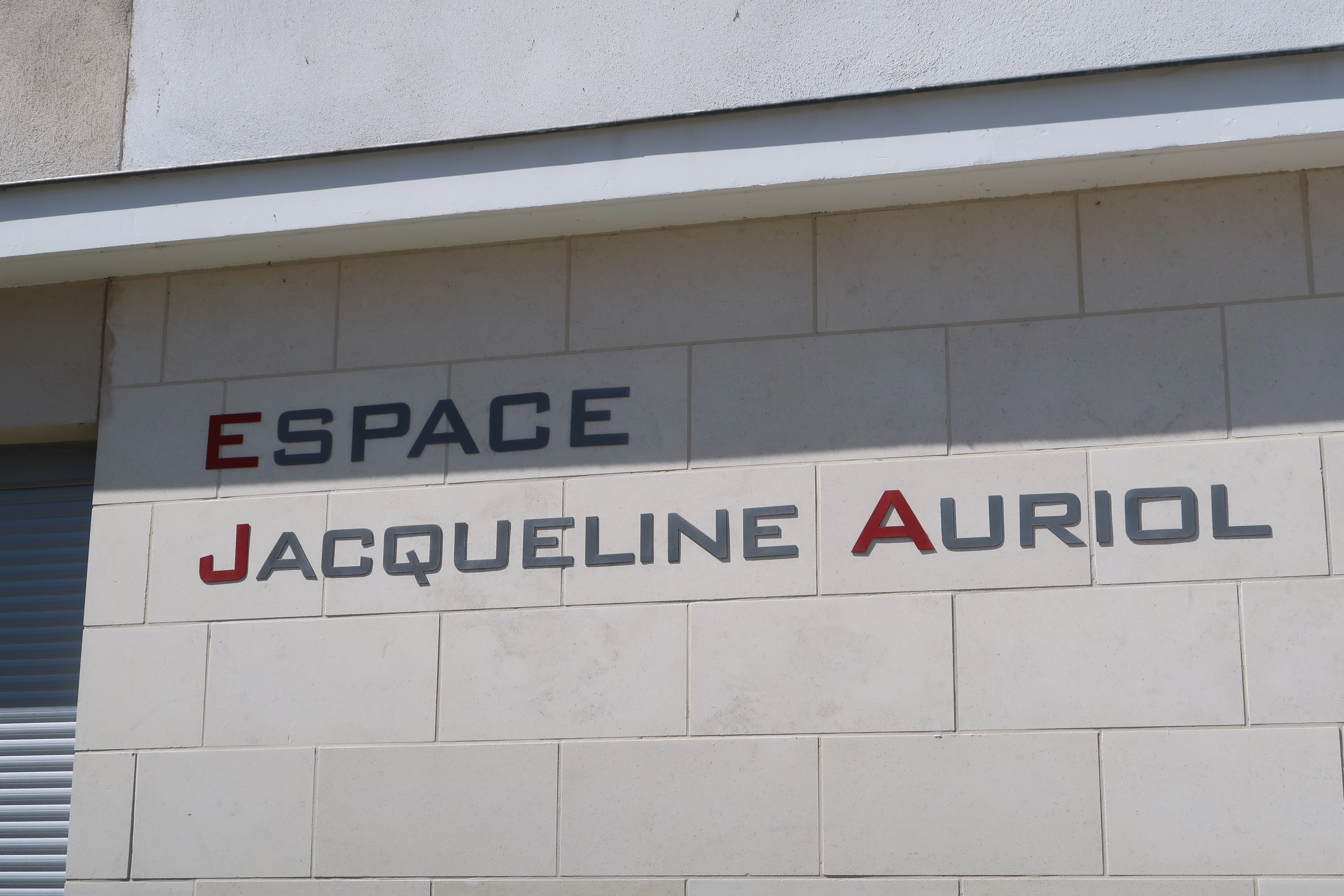
Espace Jacqueline-Auriol aux Clayes-sous-Bois (Yvelines).

- Jacques Chirac, président de la République française, a rendu hommage à Jacqueline Auriol en février 2000 en déclarant : « Cette grande dame a incarné pour les Français, pendant des décennies, le courage et la modernité […] son nom restera à jamais associé à l'histoire héroïque de l'aviation et de la recherche aéronautique. »
- Elle est Gloire du sport, promotion d'origine en 1993.
- En 2003, la poste française édite un timbre à son effigie.
- En 2009, le conseil municipal de Lyon décide de donner son nom à une rue située dans le 8e arrondissement.
- En 2010, le STIF décide de donner son nom à une station de la ligne 2 du tramway d'Île-de-France située dans la commune de Colombes.
- Elle est évoquée dans le 173e des 480 souvenirs cités par Georges Perec, dans son texte Je me souviens.
- Une rue porte son nom à Garchizy (Nièvre).
- Une allée porte également le nom de Jacqueline Auriol à Strasbourg, dans le quartier du Neudorf. Une rue Jacqueline-Auriol existe à Besançon et à Thise (Doubs) à côté de l'aérodrome, ainsi qu'à Sargé-lès-le-Mans (Sarthe), à Thorigné-Fouillard (Ille-et-Vilaine) et à Annecy-le-Vieux. À Toulouse, la rue Jacqueline-Auriol se situe au bout de l'ancienne piste de l'aéroport de Toulouse-Montaudran, berceau de l'Aéropostale. À Mérignac, l'avenue Jacqueline-Auriol se situe dans le quartier de Beaudésert, à proximité de l'aéroport de Bordeaux-Mérignac, là-même où s'est déroulée la Grande semaine d'aviation en septembre 1910.
- Plusieurs groupes scolaires (écoles maternelles et élémentaires) portent le nom de l'aviatrice, tels qu'à Saint-Herblain ou à Istres.
- Deux collèges portent son nom : à Villeneuve-Tolosane en Haute-Garonne et à Boulogne-Billancourt dans les Hauts-de-Seine.
- Un espace culturel porte son nom à Sartrouville (Yvelines).
- La promotion 2002-2003 de l'École du personnel navigant d'essais et de réception a pris le nom de baptême « Jacqueline Auriol »[13].
- Aux Sables-d'Olonne, à l'occasion de la création de la Commune nouvelle, le boulevard des Afn de Château-d'Olonne est devenu, le 1er janvier 2019, le boulevard Jacqueline Douet Auriol.
- Une voie a été renommée « impasse Jacqueline-Auriol » en son honneur dans la ville de Retiers.
- Depuis 2017, aux Clayes-sous-Bois (Yvelines), l'espace seniors de la ville porte le nom de Jacqueline Auriol[14].
- L'ancien collège Milcendeau de Challans (sa ville natale), réhabilité en 2020, a été rebaptisé collège Jacqueline-Auriol.
- À Paris, le centre sportif Jacqueline-Auriol se trouve 7 allée Louis-de-Funès (8e arrondissement)[15].

## Distinctions

### Décorations françaises
- Grand officier de la Légion d'honneur (1992)[16].
- Grand-croix de l'ordre national du Mérite (1997)[17].
- Médaille de l'Aéronautique (1951).
- Commandeur de l'ordre du Mérite sportif.

### Décorations étrangères
- Commandeur de l'ordre national voltaique (Haute-Volta).
- Commandeur de l'ordre du Million d'Éléphants et du Parasol blanc (Laos).
- Commandeur de l'ordre de Vasa (Suède).
- Commandeur de l'ordre d'Orange-Nassau (Pays-Bas).
- Commandeur de l'ordre national du Niger.
- Commandeur de l'ordre national (Côte d'Ivoire).
- Officier de l'ordre national du Lion du Sénégal.
- Officier de l'ordre du Nichan Iftikhar (Tunisie), règne de Lamine Bey.

### Prix et diplômes
- Prix Henry Deutsch de la Meurthe de l'Académie des sports (1951).
- Diplôme Paul Tissandier de la Fédération aéronautique internationale (1952).
- Trophée Harmon décerné par les États-Unis pour ses différents records de vitesse (1951, 1952, 1955, 1956)[18].
- Prix Icare de l'Association des journalistes professionnels de l'aéronautique et de l'espace (1963).
- Prix Roland-Peugeot de l'Académie des sports (1963).
- Grande médaille d'or de l'Aéro-Club de France (1963).
- Médaille d'or de l'Air de la Fédération aéronautique internationale (1963).
- Prix Jean-Walter de l'Académie française pour Vivre et voler (1969)[19].

## Publication
- Jacqueline Auriol, Vivre et voler, Flammarion, 1968.

### Documentaires
- Jacqueline Auriol, une femme à réaction(s) film de Jean-Luc Desbonnet coproduit par MC4 et France télévisions, France 3 Pays de la Loire et Histoire ; avec la voix de Claudine Haigneré. 2016, 52 minutes.
- Jacqueline Auriol, vivre et voler , documentaire de Jacques Malaterre, série Les oubliés de l'histoire, coproduction : ARTE France, Les Films du Tambour de soie, Sara M, 2017, 26 minutes.